# جائزة سان مارينو الكبرى للدراجات النارية 2009
جائزة سان مارينو الكبرى للدراجات النارية 2009 هو سباق دراجات نارية أقيم بتاريخ 6 سبتمبر 2009 في حلبة ميزانو الدولية. كان الجولة الثالثة عشر من أصل 17 في سباق الجائزة الكبرى للدراجات النارية موسم 2009. فاز فالنتينو روسي بفئة الموتو جي بي بينما جاء خورخي لورنزو في المركز الثاني وحصل على المركز الثالث داني بيدروسا.

## وصلات خارجية
- الموقع الرسمي